# Joseph Murray
Joseph Edward Murray (Milford, Massachusetts, 1 de abril de 1919 – Boston, 26 de novembro de 2012) foi um médico cirurgião estadunidense.

## Vida
Foi agraciado com o Nobel de Fisiologia ou Medicina de 1990, pelo desenvolvimento de técnicas de transplante de órgãos.
Era membro da Pontifícia Academia das Ciências desde 30 de maio de 1996.
Joseph faleceu em 26 de novembro de 2012 devido a um acidente vascular cerebral.

## Carreira
Em 23 de dezembro de 1954, Murray realizou o primeiro transplante renal bem-sucedido do mundo entre os gêmeos Herrick idênticos no Peter Bent Brigham Hospital (mais tarde Brigham and Women's Hospital), uma operação que durou cinco horas e meia. Ele foi assistido pelo Dr. J. Hartwell Harrison e outros médicos notáveis. Na Sala de Operações 2 do Hospital Peter Bent Brigham, Murray transplantou um rim saudável doado por Ronald Herrick para seu irmão gêmeo Richard, que estava morrendo de nefrite crônica. Richard viveu mais oito anos após a operação. Em 1959, Murray realizou o primeiro aloenxerto bem-sucedido do mundo e, em 1962, o primeiro transplante renal cadavérico do mundo.

## Publicações
Em 2001, Murray publicou sua autobiografia, Surgery Of The Soul: Reflections on a Curious Career.